# Турчанинов, Михаил Васильевич
Михаил Васильевич Турчанинов — советский военный и государственный деятель, генерал-лейтенант.

## Биография
Родился в 1909 году в деревне Дёмино. Член КПСС.
Окончил Академию Генерального штаба имени К. Е. Ворошилова.
С 1929 года — рядовой военнослужащий и офицер кавалерийских частей РККА.
Участник Великой Отечественной войны: начальник штаба 77-й кавалерийской дивизии, начальник штаба 9-й гвардейской казачьей кавалерийской дивизии
В 1950—1953 — начальник штаба корпуса, командир дивизии.
В 1953—1957 — начальник военно-парашютного училища имени Верховного Совета Киргизской ССР.
В 1957—1962 — командир 33-го армейского корпуса.
В 1962—1966 — советник командующего Южной группы войск.
Делегат XXII съезда КПСС.
Умер в 1967 году в Москве.

## Награды
- Орден Ленина (1955)
- Орден Красного Знамени (четырежды)
- Орден Кутузова II степени
- Орден Отечественной войны I степени
- Орден Красной Звезды